# Стабло за кломпе
Стабло за кломпе (итал. L'Albero degli zoccoli) је италијански филм из 1978. који је написао и режирао Ермано Олми. Филм се бави ломбардским сељачким животом у касцини (сеоској кући) са краја 19. века. Филм има неке сличности са ранијим италијанским неореалистичким покретом, јер се фокусира на животе сиромашних, а улоге су играли прави сељани и мештани а не професионални глумци.
Освојио је четрнаест награда, укључујући Златну палму у Кану и награду Цезар за најбољи страни филм. У оригиналној верзија филма говори се на ломбардском језику (варијанта Бергамаске, источноломбардски дијалект).
Године 2008. филм је уврштен у 100 италијанских филмова италијанског Министарства за културну баштину које треба сачувати, списак од 100 филмова који су „променили колективно памћење земље између 1942. и 1978. године“.

## Прича
Четири сељачке породице које раде на фарми за истог земљопоседника 1898. године оскудевају на селу око Бергама. Током године, деца се рађају, усеви сеју, животиње се кољу, а парови се венчавају; приче и молитве се размењују у заједничкој сеоској кући породица. Сељаци виде прикривене струје револуције, али их углавном игноришу, док комунистички разбојник држи говор на локалном сајму и када младенци посећују велики град Милано и присуствују хапшењу политичких затвореника. Када дође пролеће, отац из једне од четири породице сече дрво јове да би направио дрвене кломпе које његов син може да носи на путу до школе, али земљопоседник то открије, и присиљава породицу да напусти земљу. Преостале породице гледају како одлазе, моле се за њих и препознају своје крхко постојање.

## Глумачка подела
- Луиђи Орнаги - Батисти
- Франческа Мориђи - Батистина
- Омар Бригноли - Минец
- Антонио Ферари - Туни
- Тереза Брескианини - Видов Рунк
- Ђузепе Брињоли - Анселмо
- Карло Рота - Пепино
- Паскуалина Бролис - Терезина
- Масимо Фратус - Пијерино
- Франческа Вилл - Анета
- Марија Грација Кароли - Бетина
- Батиста Треваини - Финард
- Ђузепина Лангалели - Финарда
- Лоренцо Педрони - Деда Финард
- Фелице Черви - Усли

## Признање критике
Британски редитељ Мајк Ли похвалио је филм у серији интервјуа за The Daily Telegraph 19. октобра 2002. Ли одаје признање хуманости, реализму и огромном дијапазону филма. Он је филм назвао „изванредним на више нивоа“, пре него што је закључио да је „овај момак [Олми] геније, и то је све што има да се каже“  Ли је описао Олмијев еп о сељачком животу у Ломбардији као ултимативни локацијски филм: „ Директно, објективно, а ипак саосећајно, приказује велику, тешку, праву авантуру живљења и преживљавања из дана у дан, из године у годину, искуство обичних људи свуда...камера је увек на правом месту...али увек остаје велико питање које произилази из ових истинитих и крајње убедљивих представа не-глумаца: како он заиста ради то?"  Када је АФИ питао Ал Паћина који му је омиљени филм, он је признао да му се „увек допадало Стабло за кломпе“. Џин Сискел је волео филм и ставио га је на своју листу 10 најбољих филмова 1980. године.
The New York Times је 2003. године уврстио филм на своју листу 1000 најбољих филмова икада.